# Pulu Kapal
Pulu Kapal är en ö i Indonesien.   Den ligger i provinsen Jawa Barat, i den västra delen av landet, 24 km nordväst om huvudstaden Jakarta.